# 全国ご当地店センバツ ラーメン甲子園
全国ご当地店センバツ ラーメン甲子園（ぜんこくごとうちてんセンバツ ラーメンこうしえん）は、かつてショッピングタウンあいたいの3Fで営業していたフードテーマパーク。

## 概要
2004年7月22日にオープンした。
全国の有名ラーメン店を7店舗誘致し、「甲子園」の名にあやかって各店舗が最も注文数の多い店（ホームラン）、売上杯数（打率）、総売上高（打点）などを半年間1シーズンで競った。審査は石神秀幸が大会公式審判長を務める審判団が行い、シーズン終了時に優勝店を決定。優勝店の店長は閉会式で表彰された。
だが、2007年の第6回大会では7店舗から6店舗に減り、シーズン途中で1店舗が撤退。第6回大会閉幕後は大会形式ではなく、ラーメン街のように店舗が軒を連ねるスタイルに変更された。
その後、2009年7月14日に営業が終了した。